# Lingue mongoliche
Le lingue mongoliche sono una famiglia linguistica a cui appartengono lingue parlate principalmente in zone dell'Asia centrale e orientale.

## Distribuzione geografica
Secondo l'edizione 2009 di Ethnologue, le lingue mongoliche sono parlate da oltre 7 milioni di persone in Asia, stanziate tra Cina, Mongolia e Russia. In Afghanistan è attestata l'unica lingua mongolica occidentale, il mogholi, parlato da 200 persone.

## Classificazione
Secondo l'edizione 2009 di Ethnologue, la classificazione delle lingue mongoliche è la seguente:
- Lingue mongoliche
  - Lingue mongoliche occidentali
    - Lingua mogholi [codice ISO 639-3 mhj]

  - Lingue mongoliche orientali
    - Lingua daur [dta]
    - Lingue mongour
      - Lingua bonan [peh]
      - Lingua dongxiang [sce]
      - Lingua kangjia [kxs]
      - Lingua tu [mjg]
      - Lingua yugur orientale [yuy]

    - Lingue oirate-khalkha 
      - Lingue khalkha-buriate
        - Lingua buriata [bua]
          - Lingua buriata della Cina [bxu]
          - Lingua buriata della Mongolia [bxm]
          - Lingua buriata della Russia [bxr]

        - Lingua mongola [mon]
          - Lingua mongola halh [khk]
          - Lingua mongola meridionale [mvf]

      - Lingue oirate-calmucche-darkhat 
        - Lingua darkhat - il codice ISO 639-3 drh originariamente assegnato al darkhat è stato ritirato per unione con la lingua mongola halh [khk] nel 2010[1]
        - Lingua calmucca o oirata [xal]